# Virginia Raggi
Virginia Raggi (Roma, 18 luglio 1978) è una politica italiana, sindaca di Roma e dell'omonima città metropolitana dal 2016 al 2021, nonché prima donna a ricoprire tale carica.

## Biografia
Nata a Roma il 18 luglio 1978 e cresciuta nel quartiere Appio, si è diplomata presso il liceo scientifico Isacco Newton e nel 2003 si è laureata in giurisprudenza presso l'Università degli Studi Roma Tre con specializzazione in diritto civile, giudiziale e stragiudiziale con particolare attenzione al diritto d'autore, di proprietà intellettuale e nuove tecnologie. Dal 2007 è cultrice della materia presso il corso di "Diritto dell'informatica" dell'Università degli Studi di Roma "Foro Italico".
Praticante dal 2003 presso lo studio dell'avvocato Cesare Previti passò poi allo studio di Pieremilio Sammarco e s'iscrisse all'Ordine degli avvocati nel 2006.
Nel 2025 diventa speaker di un'agenzia di comunicazione.

### Vita privata
È sposata con il regista radiofonico Andrea Severini dal quale ha avuto un figlio, Matteo. Dopo il matrimonio si è trasferita in zona Ottavia.

### Inizi della carriera politica
Dopo il trasferimento entrò a far parte del locale comitato di quartiere e si mise in luce per essere stata alla guida di una petizione per chiedere l'istituzione di un autobus navetta per la locale stazione ferroviaria. Nel 2011 entrò nel Movimento 5 Stelle e si candidò insieme al marito alle elezioni amministrative del 2013 nella lista di Marcello De Vito, risultando eletta in Assemblea capitolina con 1 525 preferenze. Durante il suo mandato da consigliera si è occupata principalmente di tematiche scolastiche ed ambientali.
Nelle primarie on-line organizzate dal Movimento per designare il proprio candidato alla carica di sindaco in seguito alla decadenza di Ignazio Marino, Raggi risultò la più votata ottenendo 1 764 voti su 3 862, pari al 45,5% delle preferenze.

### Sindaca di Roma
Alle elezioni amministrative del 2016 ottenne 461 190 voti al primo turno (35,25%), risultando come la candidata più votata, e poi al ballottaggio ottenne 770 564 voti (67,15%), prevalendo sull'esponente del Partito Democratico Roberto Giachetti e ottenendo 29 seggi per il Movimento in Assemblea capitolina. Con la sua proclamazione a sindaca è stata investita anche della carica di sindaca metropolitana della città metropolitana di Roma Capitale, diventando sia la prima donna che la persona più giovane a ricoprire entrambe le cariche.
Durante il suo mandato ha ricoperto ad interim la carica di presidente dei municipi III, VIII , XI e IV in seguito a mozioni di sfiducia e dimissioni dei presidenti in carica. Nel 2019 le è stata rafforzata la scorta in seguito ad alcune intercettazioni che lasciavano trapelare l'organizzazione di un attentato ai suoi danni da parte del clan dei Casamonica.
Nel 2020 secondo il governance poll del quotidiano Il Sole 24 Ore si è classificata al 104° e penultimo posto nella classifica dei sindaci dei capoluoghi di province e città metropolitane per gradimento con un punteggio del 38,2%. Nell'ultimo anno del suo mandato da sindaca è stata eletta al comitato di garanzia del Movimento 5 Stelle insieme a Luigi Di Maio e Roberto Fico, ottenendo sulla piattaforma SkyVote 22 289 preferenze.

#### Ambiente
La sua consiliatura è stata caratterizzata da molte critiche in merito alla gestione dei rifiuti e dei servizi cimiteriali in capo ad AMA. Nel 2017 e nel 2018 si sono verificati due incendi che hanno danneggiato gli impianti di proprietà aziendale in zona Villa Spada e Rocca Cencia, quest'ultimo poi posto sotto sequestro, mentre contemporaneamente, su disposizione della regione Lazio, sono state chiuse le discariche di Colleferro e Roccasecca. Al fine di designare un'area per la realizzazione di una nuova discarica, coerentemente con gli indirizzi del piano rifiuti regionale del 2019, Raggi ha indicato un'area in zona Ponte Galeria, suscitando il forte malcontento della popolazione locale e in parte degli esponenti locali dell'M5S. Tuttavia nel 2021, in seguito ad un'inchiesta giudiziaria riguardante la dirigente regionale del ciclo rifiuti Flaminia Tosini, tale proposta è stata scartata e al fine di garantire sbocchi per i rifiuti della città Raggi ha imposto, in qualità di sindaca metropolitana, la riapertura della discarica di Roncigliano ad Albano Laziale per un periodo transitorio di 180 giorni dal 26 luglio dello stesso anno, nonostante il ricorso, poi rigettato, da parte del sindaco della città. Diverse critiche le sono state rivolte anche per la gestione di AMA e in particolare in merito al rifiuto di approvare il bilancio d'esercizio del 2017. Tale decisione sarebbe stata dettata in parte dalla richiesta di AMA del riconoscimento da parte di Roma Capitale di 115 milioni di euro di crediti e dall'altro dalle valutazioni portate avanti su detti bilanci. Alla data di approvazione dei bilanci degli anni 2017, 2018 e 2019 nel 2021, infatti, era emersa una profonda svalutazione del complesso immobiliare del Centro carni di Roma e la mancata corrispondenza della tassa sui rifiuti (TaRi), riscossa dall'azienda ma di pertinenza del bilancio comunale. Parimenti all'approvazione dei bilanci sono stati redatti un piano di risanamento e un piano industriale pluriennale. A ciò si aggiungono le polemiche dimissioni dei primi due assessori da lei nominati per la gestione dei rifiuti ossia: Paola Muraro, dimessasi a fine 2016 in seguito all'apertura di un'indagine, poi archiviata, riguardante il periodo in cui lavorò come consulente per conto della municipalizzata, e Pinuccia Montanari, dimessasi ad inizio 2019 in disaccordo sulla bocciatura del bilancio aziendale di AMA, oltre che dei diversi management nominati alla guida dell'azienda.

#### Trasporti

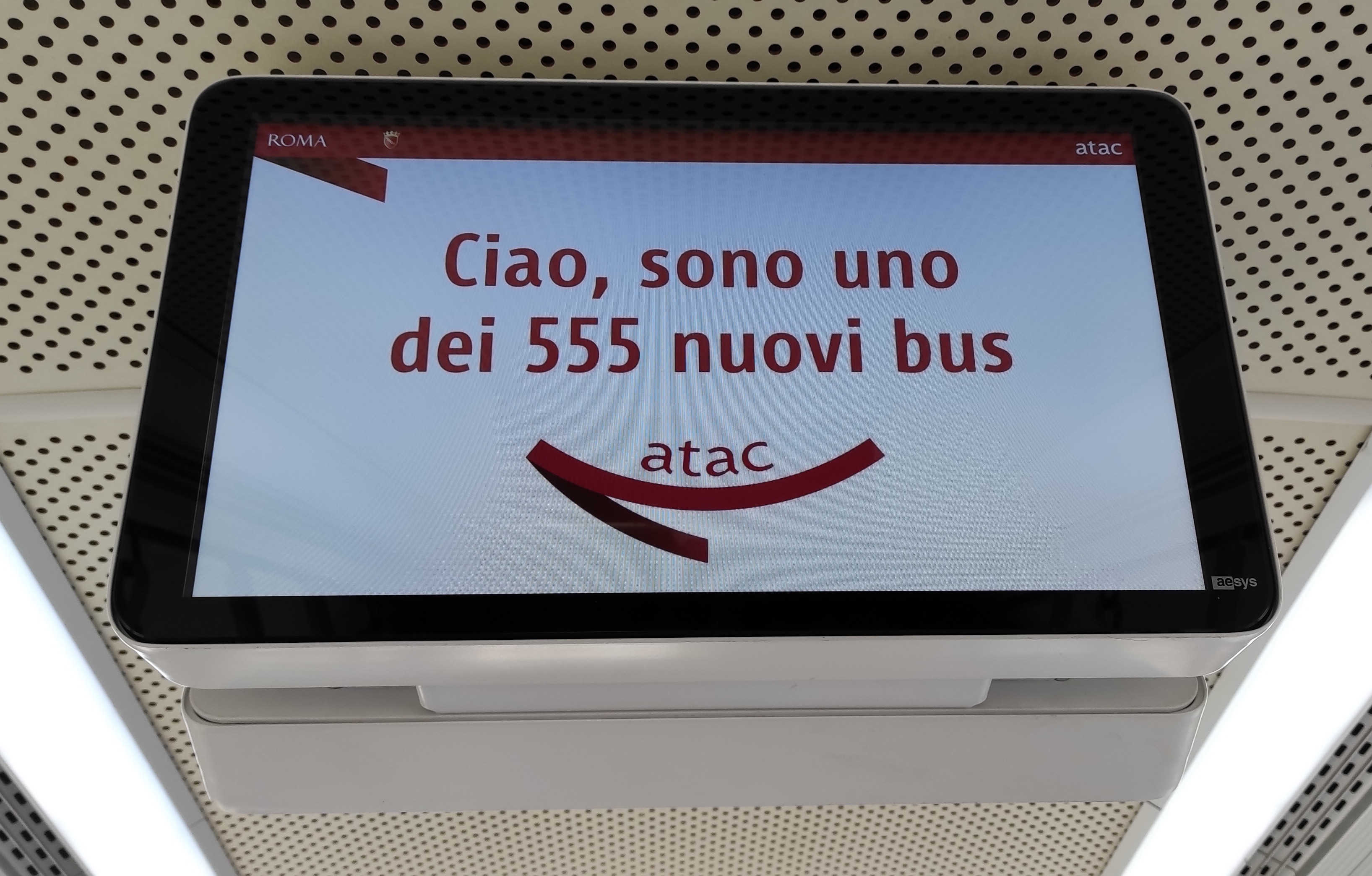
Messaggio promozionale su un monitor interno di un Menarinibus Citymood di ATAC, parte della fornitura da 555 mezzi acquistati tramite Consip

Sul versante dei trasporti pubblici Raggi ha promosso nel 2017 l'iscrizione alla procedura di concordato preventivo della società in house ATAC al fine di scongiurarne il fallimento e la conseguente liberalizzazione del servizio. Questa decisione è stata tuttavia osteggiata da diversi comitati cittadini e movimenti politici che hanno promosso l'indizione di un referendum, tenutosi l'11 novembre 2018, con due quesiti: il primo riguardava la messa a gara dell'intero sistema di trasporto pubblico locale gestito dall'azienda mentre il secondo riguardava la promozione di nuovi sistemi di trasporto pubblico locale non di linea. I risultati, che videro una ampia vittoria del "Sì" sia per il primo quesito (291 424, pari al 75,5%) che per il secondo (286 747, pari al 74,5%), furono inizialmente invalidati per il mancato raggiungimento del quorum, corrispondente al 33% degli aventi diritto al voto, in quanto ad aver votato furono circa in 387 700, pari al 16,4% degli aventi diritto. Ciononostante, nel 2021, Raggi ha dovuto validare i risultati dopo che, con due sentenze distinte, il TAR del Lazio si era espresso in favore dei promotori del referendum, sostenendo nel primo caso la non necessità del quorum e criticando con la seconda sentenza la condotta dell'ente comunale.
Nell'ambito della procedura di concordato, ha promosso la dismissione degli immobili non più funzionali all'esercizio e l'acquisto di nuovi autobus, in parte con fondi comunali, regionali, statali e comunitari, e in parte con fondi ricavati dall'azienda stessa.

#### Sport
Nei mesi immediatamente successivi alla sua elezione Raggi annunciò l'intenzione di ritirare la candidatura di Roma a futura sede per le olimpiadi del 2024, nonostante avesse dichiarato in campagna elettorale l'intenzione di indire un referendum consultivo sul tema. Dopo l'annuncio l'Assemblea capitolina ha approvato la mozione per bloccare la candidatura della città con 30 voti favorevoli e 12 contrari. La scelta di candidare la città a sede dei giochi olimpici, secondo la sindaca, sarebbe stata "irresponsabile" e avrebbe provocato "l'assunzione di altri debiti". Il blocco della candidatura è stato, tuttavia, fortemente criticato dal presidente del Comitato olimpico nazionale italiano (CONI) Giovanni Malagò, che ha definito le ragioni della bocciatura come "pretestuose questioni di principio", e ha causato, secondo il presidente della Federazione Italiana Rugby (FIR) Alfredo Gavazzi, il ritiro della candidatura italiana per ospitare la Coppa del Mondo di rugby 2023.
L'anno successivo, col benestare del consiglio comunale, ha raggiunto un accordo con l'amministratore delegato di Formula E Holding Ltd. Alejandro Agag per permettere alla città di ospitare il primo campionato di Formula E italiano, dando così inizio all'E-Prix di Roma. La prima edizione si è svolta il 14 aprile 2018 nel circuito cittadino appositamente attrezzato nel quartiere Europa, venendo replicato nel 2019, 2021, 2022 e 2023.
Nel 2019 la sindaca ha anche annunciato che la città avrebbe ospitato i Campionati europei di nuoto 2022.

#### Cultura
Sotto il mandato di Raggi, nel luglio 2018 è stata lanciata la MIC card. Tale tessera, dal costo ridotto e dalla durata di dodici mesi (rinnovabile), consente al suo titolare l'entrata illimitata in tutti i musei civici di Roma, parte del sistema "Musei in Comune".

### Mancata rielezione e consiliatura
Circa un anno dopo la sua elezione Raggi annunciò di non aver intenzione di ricandidarsi in ottemperanza alla regola interna del M5S che vedeva possibile completare al massimo due mandati consecutivi. Ciononostante il 10 agosto 2020 annunciò che si sarebbe ricandidata alle successive elezioni amministrative in vista di una possibile deroga o abolizione della suddetta regola; dopo l'annuncio della sua ricandidatura ricevette supporto da una parte del Movimento ma fu osteggiata da diversi esponenti dello stesso partito, tra cui anche alcuni consiglieri comunali. Alle elezioni del 2021 si è presentata col sostegno di cinque liste civiche (Lista Civica "Virginia Raggi", Cultura e Innovazione Roma Ecologista, Sportivi per Roma, Con le Donne per Roma e Roma Decide) ottenendo un totale di 211 816 voti (19,09%) al primo turno e non accedendo al ballottaggio.
Dopo le elezioni ha scelto di ricoprire nuovamente la carica di consigliera comunale, per la quale è risultata eletta, come membro delle commissioni permanenti cultura (VI), politiche sociali (V) e scuola (XI).

## Controversie
Dopo la vittoria alle primarie online del Movimento 5 Stelle, e in seguito ad alcuni retroscena pubblicati dal quotidiano romano Il Tempo, Virginia Raggi rese noto che, tra il 2003 e il 2006, aveva svolto praticantato forense presso lo studio legale di Cesare Previti, già avvocato di Silvio Berlusconi e ministro della difesa nel primo governo Berlusconi. Accusata di aver omesso tale particolare sia nel suo curriculum che sulla biografia personale sul blog di Beppe Grillo, emerse in seguito il suo legame professionale con l'avvocato Pieremilio Sammarco (anch'egli indirettamente legato a Previti e Berlusconi in quanto rappresentati da suo fratello Alessandro), con il quale avrebbe svolto pratica legale e nel cui studio aveva lavorato fino a inizio 2016.
Come molti candidati del Movimento, Raggi ha sottoscritto un "codice di comportamento" che, tra le altre cose, le impone di presentare eventuali decisioni ritenute particolarmente importanti per l'amministrazione della città ad uno staff tecnico-legale di garanti del partito e concede ai suddetti di richiederne le dimissioni qualora risulti iscritta in un registro degli indagati.

## Procedimenti giudiziari

### Archiviazioni

#### Consulenze ASL
Il 17 giugno 2016, alla vigilia del ballottaggio, il Fatto Quotidiano rivelò che Raggi in qualità di avvocata aveva prestato in due occasioni (rispettivamente nel 2012 e nel 2014) delle consulenze legali riguardanti recuperi di crediti da parte dell'Azienda sanitaria locale di Civitavecchia. Fu accusata di non aver riportato la seconda delle due consulenze, prestata nel periodo in cui era consigliera comunale pur non essendo iscritta all'apposito albo di professionisti istituito nel novembre 2012. Nel settembre dello stesso anno l'indagine fu archiviata.

#### Nomina Romeo
Raggi fu indagata con l'accusa di abuso d'ufficio con Salvatore Romeo per la nomina di quest'ultimo a capo della segreteria politica del Campidoglio. Il processo è stato archiviato il 20 febbraio 2018.

#### Nomina Raineri
Il 2 settembre 2016 Fratelli d'Italia presentò un esposto contro Raggi in merito alla nomina di Carla Raineri a capo di gabinetto di Roma Capitale e al suo relativo compenso pari a 193 000 euro annui. Successivamente è risultata indagata per abuso d'ufficio, ma la sua posizione è stata archiviata nel 2017 dal Tribunale di Roma non ritenendo sussistente il dolo nella sua condotta.

#### Compensi del Campidoglio
In relazione alle indagini sulle nomine di Raffaele Marra e Salvatore Romeo, Raggi fu indagata per l'aumento dei loro compensi, ritenuto arbitrario e causa di danno erariale. Il 3 aprile 2018 tuttavia, la procura regionale della Corte dei conti ha archiviato l'indagine sostenendo che tali aumenti non sono risultati in alcun danno erariale.

#### Nuovo stadio della Roma
Il 29 gennaio 2020 il Giudice per le indagini preliminari di Roma - a seguito della seconda richiesta della Procura della Repubblica della capitale  - ha disposto l'archiviazione dell'inchiesta sulla costruzione del nuovo stadio della Roma a Tor di Valle. L'indagine, che vedeva Virginia Raggi indagata per abuso d'ufficio, era iniziata nel 2018 a seguito di un esposto dell'associazione Tavolo della libera urbanistica. Per il magistrato «non ci sono elementi per desumere che la sindaco abbia intenzionalmente agito per favorire qualcuno e non sembrano potersi ricavare da un ulteriore eventuale approfondimento delle indagini come richiesto dall'opponente».

### Assoluzioni

#### Nomina Marra
Il 24 gennaio 2017 viene indagata con le accuse di falso ideologico e abuso d'ufficio nell'ambito dell'inchiesta sulla nomina di Renato Marra a capo del dipartimento turismo di Roma. Il fratello di quest'ultimo, Raffaele, era stato arrestato e successivamente condannato per corruzione. Con la chiusura delle indagini la procura di Roma ne richiese il rinvio a giudizio con l'accusa di falso ideologico in atto pubblico.
Il processo, svoltosi con rito immediato su richiesta della stessa imputata, è iniziato il 21 giugno 2018 e si è concluso il 10 novembre successivo con la sua assoluzione in primo grado poiché «il fatto non costituisce reato». II pubblico ministero aveva richiesto una condanna a 10 mesi di reclusione.
Il 5 giugno 2019 la procura ha presentato appello contro l'assoluzione, non condividendo le motivazioni del giudice. Il 19 dicembre 2020 viene assolta anche in appello poiché «il fatto non costituisce reato» nonostante che il procuratore generale avesse nuovamente chiesto una condanna a 10 mesi di reclusione. La procura generale presso la Corte d'Appello di Roma non ha presentato ricorso per cassazione contro l'assoluzione, rendendo tale decisione definitiva.